# جولي ليفينغستون
جولي ليفينغستون (بالإنجليزية: Julie Livingston)‏ هي مؤرخة أمريكية، ولدت في 1966.